# El Capitan Theatre

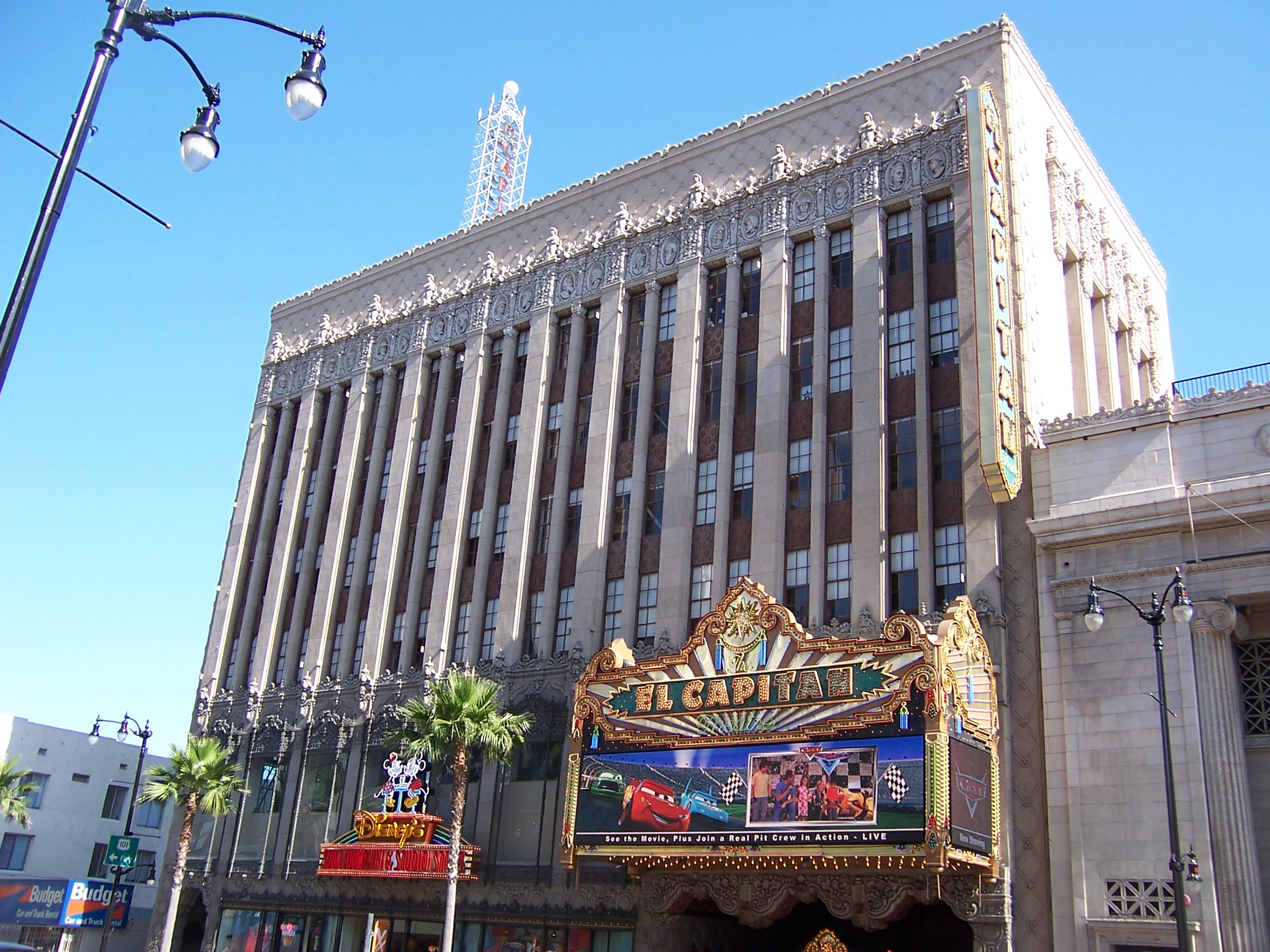
El Capitan Theatre, den 15 augusti 2006.

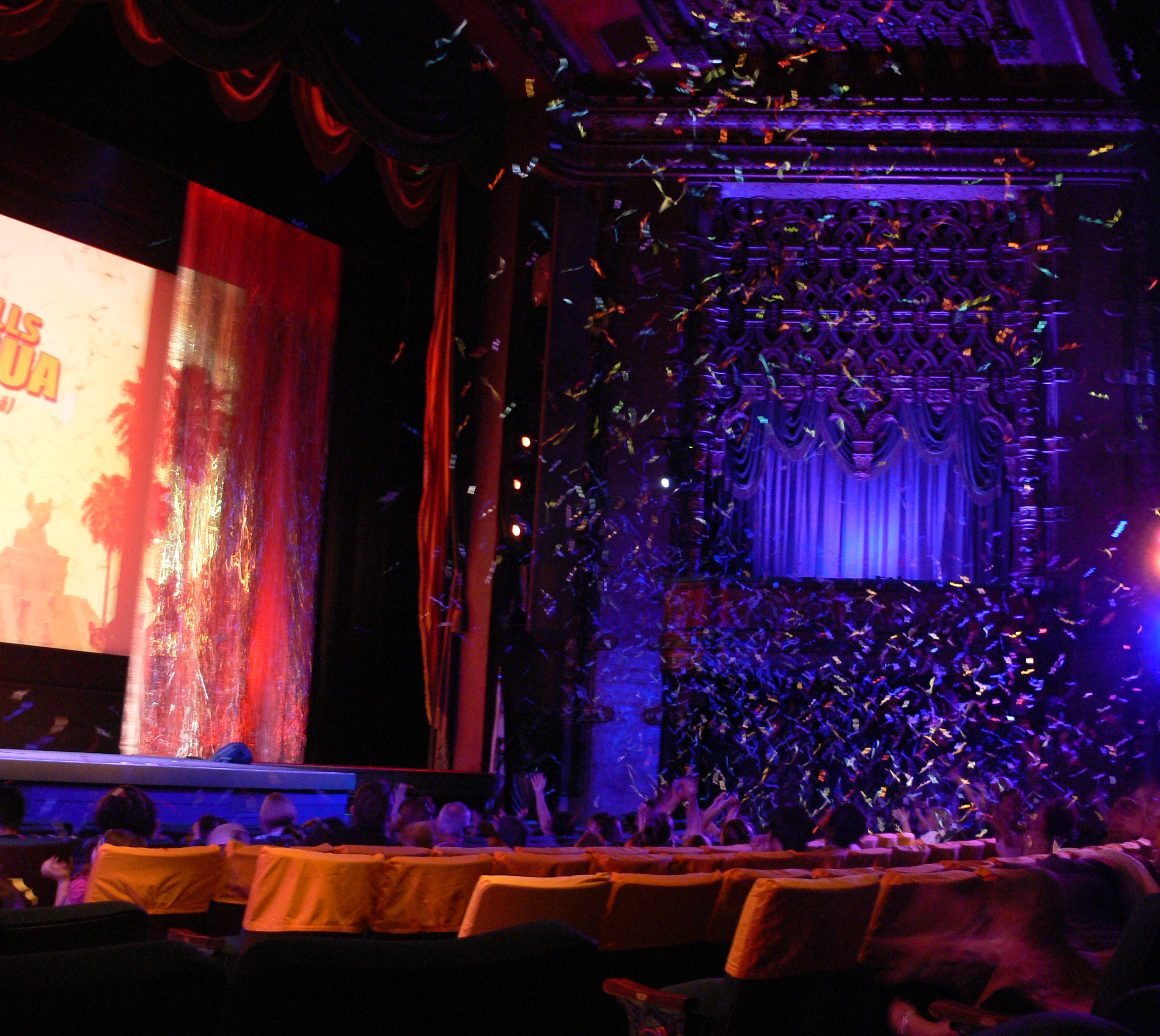
Insidan av El Capitan Theatre (biosalongen), med konfetti fallandes ner från taket innan en premiärvisning. Bild från oktober 2008.

El Capitan Theatre är ett helt restaurerat filmpalats beläget på adressen 6838 Hollywood Boulevard i Hollywood-kvarteret i Los Angeles, Kalifornien, USA. Teatern och det angränsande Hollywood Masonic Temple (numera känt som El Capitan Entertainment Centre) ägs av Walt Disney Company, och fungerar som ett typ av ställe där majoriteten av Walt Disney Studios filmpremiärer äger rum.

## Historik och arkitektur

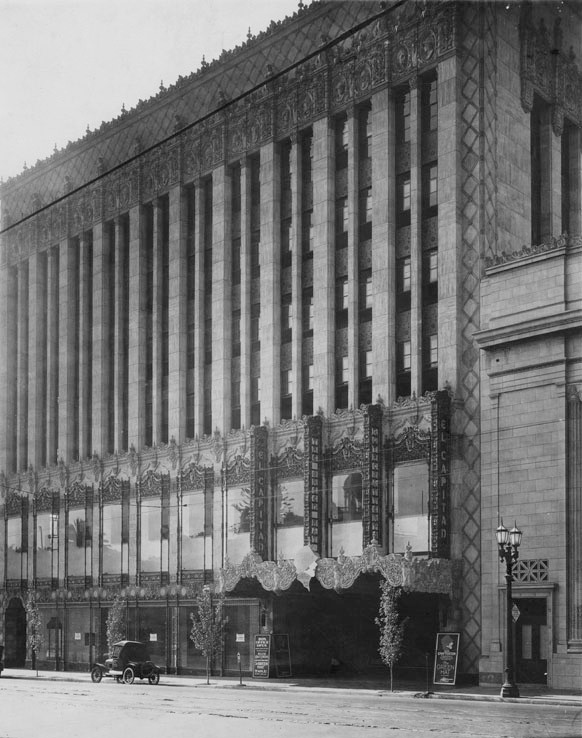
El Capitan Theatre vid öppnandet år 1926.

Teatern invigdes den 3 maj 1926 som "Hollywood's First Home of Spoken Drama" och var en ledande scen för teaterföreställningar under 1920- och 30-talen. Exteriören formgavs i spansk barock- eller spansk kolonialstil av Morgan, Walls & Clements, medan interiören präglas av ett påkostat östindiskt motiv, signerat G. Albert Lansburgh. Ursprungligen rymde teatern omkring 1 550 platser, men efter restaureringen reducerades antalet till cirka 998–1 100.

## Övergång från teater till film
På 1940-talet gick verksamheten över från scenkonst till film: Orson Welles hade premiär med Citizen Kane här år 1941, vilket markerade teaterns sista stora teaterproduktion. Därefter renoverades lokalen till en streamlined modern stil och döptes om till Hollywood Paramount Theatre när den åter öppnade år 1942.

## Restaurering och nutida verksamhet
Efter decennier av förändringar och nedgång köptes teatern av Walt Disney Company (i samarbete med Pacific Theatres) och genomgick en omsorgsfull tvåårig restaurering från 1989 till 1991. Målet var att återställa originalarkitekturen – inklusive dolda dekorativa detaljer – under ledning av Joseph J. Musil och med stöd från National Park Service bland andra. Den återöppnades i juni 1991 med världspremiären av Disney-filmen Rocketeer. Idag fungerar El Capitan som flaggskepp för Disneys filmpremiärer, ofta med specialförhandsvisningar, levande scenframträdanden och upplevelser i sann "movie palace-anda".

## Interiöra detaljer och specialfunktioner
Biografen har en imponerande Wurlitzer-orgel (Fox Special, opus 2012), ursprungligen från Fox Theatre i San Francisco, som användes vid föreställningar och evenemang. Intill sitter Disney's Soda Fountain & Studio Store, där man kan köpa glass och Disney-relaterade souvenirer.